# 김제시민운동장
김제시민운동장(井邑綜合競技場, Gimje Civic Stadium)은 대한민국 전북특별자치도 김제시에 있는 스포츠 시설이다. 인조잔디 필드와 우레탄 트랙이 갖춰진 경기장이며, 1995년에 준공되었다. 검산생활체육공원의 주경기장으로 사용되고 있다.

## 참고 문헌
- “검산생활체육공원”. 김제시청.
- 〈검산생활체육공원〉. 《한국향토문화전자대전》. 한국학중앙연구원.[깨진 링크(과거 내용 찾기)]
- 《2019년 전국 공공체육시설 현황 (2018년말 기준)》. 대한민국 문화체육관광부. 2020.
- 《2023 전국 공공체육시설 현황 (2022년 12월말 기준)》. 대한민국 문화체육관광부. 2024.

## 같이 보기
- 검산생활체육공원
- 검산생활체육공원 보조경기장